# 村岡雅弘
村岡 雅弘（むらおか まさひろ）は、日本の化学者。大阪工業大学工学部応用化学科教授、国際交流センター長。工学博士（大阪大学）。国立台湾科技大学客員教授。第18回ホスト-ゲスト・超分子化学研究会実行委員。元科学技術振興事業団戦略的創造研究推進事業（CREST）研究員。
主な専門は、環境化学（特にグリーンケミストリー・オレオマテリアル・ナノバイオテクノロジーなど）、超分子化学（特にインターロック分子・分子マシン）・分子認識化学、有機合成化学・立体化学。

## 経歴
1999年大阪大学大学院工学研究科分子化学専攻博士後期課程修了、工学博士。
2002年までネバダ大学リノ校化学科博士研究員。 同年、科学技術振興機構 戦略的創造研究推進事業（CREST）プロジェクト研究員を経て、2005年大阪工業大学工学部応用化学科着任、2016年同工学部応用化学科教授、2019年同応用化学科学科長、国際交流センター長。2016年より国立台湾科技大学客員教授も兼務。
主な所属学会は、日本化学会・アメリカ化学会・日本油化学会・有機合成化学協会・基礎有機化学会など。主な受賞は、日本油化学会オレオマテリアル賞（2012）など。
2018年の日中台共同研究（大阪工業大学・国立台湾科技大学・華東理工大学）サポート（テーマ：太陽光で稼働するエネルギー変換材料の創出）や海外研究生の受入など、国際交流・国際PBL に積極的に取り組んでいる。
また、国際交流センター長として、SGDsグローバル指標に密接に関わるカーボンニュートラルの実現に向けて「SGDsワークショップ」2021を開催するなど、大阪工業大学のSGDs促進に取り組んでいる。

## 主な研究
- 超分子化学を基軸とする高機能有機材料を指向したインターロック分子（ロタキサン・カテナンなど）の合成〜 分子マシンへの応用
- pH応答型ロタキサンの合成と分子シャトル挙動の評価
- アルカリ金属イオン応答型ロタキサンの合成と分子センサーへの応用
- クリッピング法によるπ共役ロタキサンの合成と分子デバイスへの応用
- デイジーチェーン型ロタキサンの合成
- 脱水素型クロス環化によるπ拡張ペンタセンのワンポット合成〜 環境化学・グリーンケミストリー
- バイオナノプロセスに関する研究〜 ナノバイオテクノロジー